# Rea (Pavia)
Rea é uma comuna italiana da região da Lombardia, província de Pavia, com cerca de 496 habitantes. Estende-se por uma área de 2,96 km², tendo uma densidade populacional de 248 hab/km². Faz fronteira com Bressana Bottarone, Cava Manara, Travacò Siccomario, Verrua Po.

## Demografia
| Variação demográfica do município entre 1861 e 2011                               |
|                                                                                   |
| Fonte: Istituto Nazionale di Statistica (ISTAT) - Elaboração gráfica da Wikipedia |